# Daniel Banio Debho
 Daniel Banio Debho  (né à Arunva le 17 septembre en 1972) est un homme politique de la République démocratique du Congo et député national, élu de la circonscription d'Aru dans la province de l'Ituri,,,.

## Biographie
Daniel Banio Debho, il est né à Arunva le 17 septembre 1972, élu député national dans la circonscription électorale d'Aru dans la province de l'Ituri, il est membre du parti politique AAB.